# Sepp Dreissinger
Sepp Dreissinger (* 25. Juni 1946 in Feldkirch) ist ein österreichischer Fotokünstler.

## Leben
Nach seinem Musikstudium am Salzburger Mozarteum begann er 1976 zu fotografieren. Er spezialisierte sich vor allem auf die klassische Schwarzweiß-Porträtfotografie. Bekannt sind seine Fotoserien über Thomas Bernhard, Friedrich Gulda, H.C. Artmann, Maria Lassnig, Elfriede Jelinek, bzw. seine Schauspielerporträts.
1981 war er Mitbegründer der Galerie Fotohof in Salzburg, die sich zu einer wichtigen Plattform österreichischer Fotografie entwickelte.
Der Programmvorschau des Burgtheaters für die Saison 2006–2007 wurde eine DVD mit 100 „filmischen“ Burgschauspielerfotos beigelegt: in diesen persönlichen „Minutenporträts“, wie der Künstler sie nennt, mussten die ungeschminkten Schauspieler je eine Minute lang möglichst unbewegt in die Kamera schauen. Vorgänger dieses Projektes waren 2000 die Fotoserie Alles Theater, in der er 111 Schauspielerporträts präsentierte, bzw. der Film burg/privat mit 82 Schauspielerminiaturen, der zum Jubiläum der Wiedereröffnung des Burgtheaters 2005 präsentiert wurde.
Sepp Dreissinger beschäftigt sich seit dem Jahre 2000 mehr mit dem Medium Film. Sein erster Film artgenossen. 35 minutenporträts wurde bei der VIENNALE 05 gezeigt und im Jahre 2006 mit dem 1. Preis der DIAGONALE als beste Kurzdoku ausgezeichnet (Diözese Graz-Seckau).
Sepp Dreissinger lebt und arbeitet in Wien.
2017 veröffentlichte Dreissinger Im Kaffeehaus, ein Band, der 135 Fotografien und 35 Gesprächsaufzeichnungen umfasste. Laut Kritik in der Süddeutschen Zeitung fing Dreissinger die Atmosphäre in Kaffeehäusern gut ein.

## Fotoserien
- 1990 Hausmeisterportraits : Wien-Paris-Berlin
- 1991 Fotoserie über österreichische Künstler Hauptdarsteller/Selbstdarsteller (ausgezeichnet mit dem Staatspreis Schönstes Foto- und Kunstbuch Österreichs)
- 1992 Thomas Bernhard. Portraits. Bilder & Texte. (unter die schönsten Bücher der Welt eingereiht)
- 2000 Alles Theater (111 Schauspielerporträts)
- 2003 Volksoper Wien. Portraits.
- 2005 VIENNALE 05 artgenossen. 35 minutenporträts (Video)
- burg/privat 82 bzw. 100 Schauspielerminiaturen
- 2006 DIAGONALE artgenossen. 35 minutenporträts (Video) 1. Preis für beste KURZDOKU
- Im Kaffeehaus, Album Verlag, Wien 2017, ISBN 978-3-85164-201-8.